# 홍봉주
홍봉주(洪鳳周, 1814년~1866년 3월 7일)는 조선의 천주교 순교자이며, 본관은 풍산(豊山)이다.

## 생애
어려서부터 부모에게 천주교를 배웠다. 조부 홍낙민은 신유박해 때, 부친 홍재영은 기해박해 때 순교하였으며, 어머니는 순교자 정약종(丁若鍾)의 맏형인 정약현(丁若鉉)의 딸이었다. 
1851년(철종 2년) 프랑스 신부 조세프 메스트르(李神父)가 상하이로부터 조선에 들어와 한양 전동(典洞)에 있는 이군심(李君心)의 집에 머물러 있었는데 홍봉주가 그의 지시를 받아 1855년(철종 6) 상하이로 들어가 주교 시메옹프랑수아 베르뇌와 신부 장 앙투안 푸르티에(申妖案) 등을 데리고 들어와 태평동(太平洞)에 집을 빌려 머무르게 하면서 성경 연구와 전도에 노력하였다. 
그 뒤 러시아의 침략에 대비하여 선교사를 통해 영국·프랑스와 손잡을 것을 흥선대원군에 건의한 바 있었으나 1866년(고종 3) 대원군의 천주교 탄압으로 남종삼과 함께 서소문(西小門) 밖에서 순교하였다.

## 가족 관계
- 할아버지 : 복자 홍낙민 루카
- 아버지 : 복자 홍재영 프로타시오
- 외할아버지 : 정약현
- 외종조 : 정약용, 복자 정약종 아우구스티노